# Excel (Alabama)
Excel ist ein Ort im Monroe County, Alabama, USA. Die Gesamtfläche des Ortes beträgt 4,3 km². 2020 hatte Excel 557 Einwohner.

## Demographie
Bei der Volkszählung aus dem Jahr 2000 hatte Excel 582 Einwohner, die sich auf 226 Haushalte und 166 Familien verteilten. Die Bevölkerungsdichte betrug somit 136,2 Einwohner/km². 97,25 % der Bevölkerung waren weiß, 1,72 % afroamerikanisch. In 35,4 % der Haushalte lebten Kinder unter 18 Jahren. Das Durchschnittseinkommen betrug 33.214 Dollar pro Haushalt, wobei 7,3 % der Bevölkerung unterhalb der Armutsgrenze lebten.

## Töchter und Söhne der Gemeinde
- Lee Roy Jordan (* 1941), American-Football-Spieler